# Gedion Jeremiassen
Gedion Vilhelm Kleist Jeremiassen (* 9. Dezember 1961) ist ein grönländischer Jurist.

## Leben
Gedion Jeremiassen ist der Sohn eines Polizisten, der im Dienst angeschossen wurde und daraufhin seine Arbeit aufgab. Er schloss 1991 ein Jurastudium an der Universität Kopenhagen ab. Er arbeitete in der grönländischen Repräsentation in Dänemark und bei der EU sowie im dänischen Außenministerium und im grönländischen Fischerei-, Jagd- und Landwirtschaftsministerium. 2008 erhielt er seine Zulassung als Anwalt und ist seither als selbstständiger Strafverteidiger in Grönland tätig. Am 1. August 2023 trat er die Nachfolge von Vera Leth als Ombudsmann des Inatsisartut an. Er ist mit der Psychologin Naja Lyberth (* 1962) verheiratet, die als zentrale Figur in der Aufdeckung der Spiralkampagne in Grönland bekannt geworden ist.